# Rijngraafschap Stein

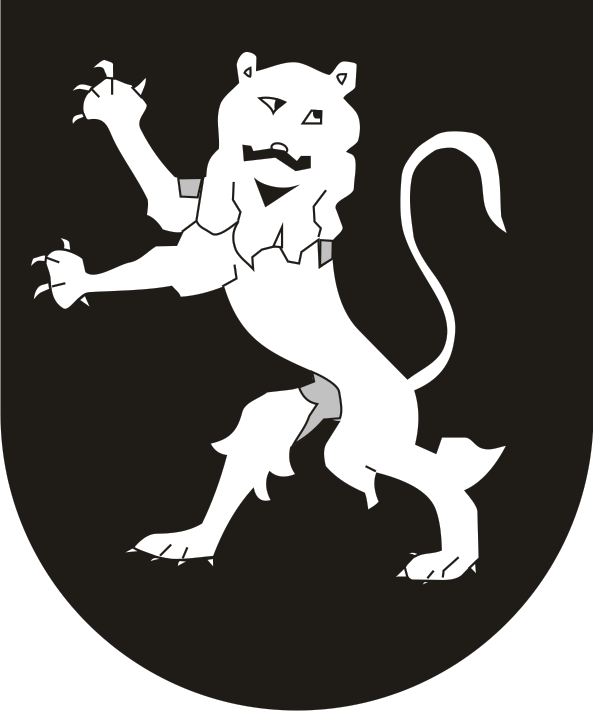
Wapen rijngraafschap Stein

Stein was een tot de Boven-Rijnse Kreits behorend rijngraafschap binnen het Heilige Roomse Rijk in het huidige Rijnland-Palts.
Na de verwoesting van de burcht Stein (ook Rheingrafenstein genoemd) bij Bad Münster am Stein-Ebernburg in 1688 was Grehweiler de zetel van het graafschap.

## Inleiding
Stein was een burcht van een gelijknamige familie van ridders, die leenman waren van de aartsbisschop van Mainz. 
Omstreeks 1170 huwt ridder Siegfried van Stein Lukardis, de erfgename van het graafschap in de Rheingau. Hierdoor valt dit graafschap in 1223 aan zijn neef Wolfram van Stein (1194-1223). Deze is dus eerste rijngraaf uit de familie van Stein. Het aartsbisdom Mainz lukt het in de volgende jaren de rijngraven uit de Rijngouw te verdrijven (1281). Veel meer dan de titel blijft er niet over.
Het huwelijk van rijngraaf Jan I met Hedwig, wildgravin van Dhaun levert in 1350 de opvolging in het wildgraafschap Dhaun op. Het huwelijk van hun zoon Jan II met wildgravin Margaretha van Kyrburg (bij Kirn) levert in 1409 de opvolging in het wildgraafschap Kyrburg. Hiermee is de basis gelegd voor het wild- en rijngraafschap.
Het huwelijk van wild- en rijngraaf Jan V met Johanna van Salm levert de opvolging in 1475 in het graafschap Salm in de Vogezen. 

## Het rijngraafschap Stein (1585-1626)
Na de dood van rijngraaf Johan Christop van Grumbach zijn er twee minderjarige zoons. Op enig moment heeft de jongste zoon Adolf zijn residentie te Stein gevestigd. Na zijn dood in 1626 is Stein herenigd met Grumbach.

## Het rijngraafschap Stein (1699-1797)
In 1699 delen de broers Lodewijk Philips en Frederik van Willem hun bezittingen. Dit is niet alleen het erfdeel van hun in 1660 overleden vader, maar ook de aanwinsten na het uitsterven in 1688 van de tak Salm-Kyrburg.
- Lodewijk Philips krijgt  de heerlijkheid Grumbach, 3/4 van de heerlijkheid Dhronecken en 1/4 van de heerlijkheid Diemeringen.
- Frederik Willem krijgt de heerlijkheid Stein, 3/4 van de heerlijkheid Wildenburg, 1/4 van de heerlijkheid Diemeringen en 3/8 van de heerlijkheid Wörrstadt.

Na de verwoesting van de burcht Rheingrafenstein wordt de residentie verplaatst naar Grehweiler. Rijngraaf Karel Magnus begint in 1748 de bouw van een slot in de stijl van Versailles. Verder schaft hij 120 paarden en een lijfwacht van 19 man aan. Nadat een schuld van 300.000 gulden is opgebouwd richten de schuldeisers zich tot de keizer. In 1775 wordt hij op last van de keizer in hechtenis genomen en tot tien jaar gevangenis veroordeeld (in Philipsburg) wegens machtsmisbruik en  bedrog. In 1782 wordt de graaf voortijdig vrij gelaten. Hij laat de regering dan over aan zijn schoonzoon Willem Christiaan, de broer van de regerend rijngraaf van Grumbach. Na de dood van Karel Magnus in 1793 is Willem Christiaan de laatste rijngraaf van Stein.
In 1797 wordt het graafschap ingelijfd bij Frankrijk. Paragraaf 3 van de Reichsdeputationshauptschluss van 25 februari 1803 stelt beide rijngraven schadeloos met de rest van het ambt Horstmar van het voormalige prinsbisdom Münster. Vervolgens voeren ze de naam Salm-Horstmar.
Door het Congres van Wenen in 1815 komen Stein en Grehweiler aan het koninkrijk Beieren, Wörrstadt aan het groothertogdom Hessen-Darmstadt en Wildenburg aan het koninkrijk Pruisen. Diemeringen blijft bij Frankrijk.

## Regenten
| regering          | naam              | geboren    | overleden  | familie                     |
| ----------------- | ----------------- | ---------- | ---------- | --------------------------- |
| 1668/1699-1706    | Frederik Willem   | 20-10-1644 | 26-5-1706  | zoon van Adolf van Grumbach |
| 1706-1740         | Johan Karel       | 20-6-1686  | 21-10-1740 | zoon                        |
| 1740-1783         | Karel Magnus      | 26-3-1718  | 1-7-1793   | zoon                        |
| 1783/93-1797/1801 | Willem Christiaan | 17-7-1741  | 18-5-1810  | schoonzoon                  |